# Uničenje Baturina
Uničenje  Baturina  (ukrajinsko Захоплення Батурина, osvojitev Baturina,  rusko  Взятие Батурина, zavzetje Baturina) 1-2. novembra 1708,  včasih imenovano tudi pokol v Baturinu, je bil eden v nizu kazenskih napadov, ki jih je ruska cesarska vojska izvedla proti Ivanu Mazepi in Kozaškemu hetmanatu. 2. novembra 1708 je bilo po osvojitvi Baturina pobito celotno civilno prebivalstvo, po Sergiju Pavlenku okoli 7.000 ljudi. Hetmanova rezidenca je bila popolnoma izbrisana.

## Bitka
Za  napad na Baturin je imel Menšikov na razpolago približno dvajset polkov dragoncev, ki so šteli približno petnajst do dvajset tisoč vojakov. Baturin je bil v tistem času močno utrjeno mesto, okrepljeno z velikim številom topov. Menšikov je sprva uporabil svoje diplomatske sposobnosti in poskušal  prepričal branilce, naj se predajo. V mesto je poslal Andreja Markoviča s svojim predlogom, vendar so ga branilci zavrnili in odprli ogenj na Menšikove položaje.
Polkovnika Priluškega polka Ivana Nosa in tolmača Štefana Zertisa je serdjuška straža  aretirala kot saboterja  in ju privezala na top. Nos je v strahu pred usmrtitvijo zaradi dezerterstva uspel poslati k Menšikovu enega od svojih častnikov, ki je Menšikovu pokazal skrivni vhod v trdnjavo.  Naslednje jutro je ruska vojska vdrla v mesto in po nekaj urah boja premagala kozake. Vse meščane so po zmagi brez usmiljenja pobili.